# Излетиште Тестера
Излетиште Тестера се налази на Фрушкој гори, око шест километара од села Черевић. До локације се стиже асфалтним путем из Черевића, а у наставку пута, пратећи успон, налази се излетиште Андревље.
Пре излетишта се налази одмаралиште које је наменски грађено за боравак деце, спортиста и рекреативаца тако да задовољава све стандарде: смештаја, исхране, образовања, васпитања и медицинске неге. Састоји се од три смештајна павиљона, трпезарије, кухиње, учионице, заједничких просторија и амбуланте.
На локацији постоји и језерце покрај кога је и извор означен петокраком. Уколико се успете уз земљане степенице покрај извора, пред вама ће се указати пространа ливада. На ободу шуме се налази и симпатична црквица.
Надморска висина одредишта је око 250 метара. У потпуности је обновљено 2005. године.